# Abel Ayala
Abel Ayala (La Plata, provincia de Buenos Aires; 29 de agosto de 1988) es un actor argentino de cine y televisión. Es más conocido por su papeles en las películas El Polaquito y El baile de la Victoria. También se lo conoce por su participación en la telenovela Sos mi hombre y la serie El marginal.

## Biografía
A los 9 años se fue de la casa de sus abuelos y tuvo que vivir en la calle, hasta que pidió ayuda y unos trabajadores sociales lo enviaron al hogar "El Arca" de Moreno, en el Gran Buenos Aires.
Comenzó a actuar a los 13 años en la película El Polaquito junto a Fernando Roa, por la que obtuvo el premio al "Mejor actor revelación" de la Asociación de Críticos Argentinos y la "Manzana Plateada al mejor actor" en el Festival de Cine Latinoamericano de Nueva York.
En 2009 protagonizó junto a Ricardo Darín la película El baile de la Victoria, seleccionada por la Academia de las Artes y las Ciencias Cinematográficas de España para representar a España en los Premios Óscar de 2009.

## Filmografía
| Películas | Películas                 | Películas              | Películas        | Películas |
| Año       | Título                    | Personaje              | País             |           |
| --------- | ------------------------- | ---------------------- | ---------------- | --------- |
| 2003      | El Polaquito              | El Polaquito           | Argentina        |           |
| 2005      | Hermanas                  | Remo                   | España Argentina |           |
| 2005      | Una historia de barrio    | Matías                 | Argentina        |           |
| 2006      | Maradona, la mano de Dios | Diego Maradona (joven) | Italia           |           |
| 2007      | El niño de barro          | Cayetano Santos Godino | Argentina        |           |
| 2007      | Beatriz y La Migala       |                        | España           |           |
| 2008      | El grito en la sangre     | Cali                   | Argentina        |           |
| 2009      | El baile de la Victoria   | Ángel Santiago         | España Chile     |           |
| 2016      | Permitidos                | El Kun                 | Argentina        |           |
| 2020      | La corazonada             | El Zorro               | Argentina        |           |
| 2020      | Algo con una mujer        | Vargas                 | Argentina        |           |
| 2020      | Lejos de Casa             | Lunguito               | Argentina        |           |

## Televisión
| Año       | Título                 | Personaje                        | Canal                |
| --------- | ---------------------- | -------------------------------- | -------------------- |
| 2005      | Criminal               | Marcos Juárez                    | Canal 9              |
| 2005      | Mujeres Asesinas       | José "Ep: Cristina, rebelde"     | El Trece             |
| 2006      | Al límite              | Riqui "Ep: Confesionario"        | Telefe               |
| 2006      | Gladiadores de Pompeya | Beto                             | Canal 9              |
| 2008-2009 | Mi querido Klikowsky   | Marcelo "Chelo"                  | ETB2                 |
| 2012-2013 | Sos mi hombre          | Diego Armando "Guachin" Carrasco | El Trece             |
| 2014      | El legado              | Marcos Batallani                 | Canal 9              |
| 2015      | Historia de un clan    | Rodolfo                          | Telefe               |
| 2016      | Educando a Nina        | Rudy                             | Telefe               |
| 2016-2022 | El marginal            | César                            | TV Pública / Netflix |
| 2017      | El maestro             | Brian Ríos                       | El Trece             |

| Año  | Título          | Rol       | Canal     |
| ---- | --------------- | --------- | --------- |
| 2023 | Derecho sagrado | Conductor | Encuentro |

## Premios
- Premios Cóndor de Plata: Revelación masculina (El Polaquito)
- Festival de Cine Latinoamericano de Nueva York: Silver Apple al mejor actor (El Polaquito)